# Política lingüística de Letònia
La política lingüística a Letònia es basa en els articles 4 i 114 de la Constitució de Letònia, declarant el letó com a llengua oficial de l'Estat i afermant els drets de les minories ètniques en preservar i desenvolupar les seves llengües. El letó, el latgalià i el livonià es consideren indígenes, i tots els altres idiomes són estrangers, incloent el rus -la primera llengua de més d'un terç de la població-). Altres minories significatives de llengües estrangeres inclouen el belarús, l'ucraïnès, el lituà, el polonès i el romaní.
El preàmbul de la Llei sobre la llengua nacional inclou com a objectius «la integració de les minories nacionals a la societat letona, respectant el seu dret a utilitzar la seva llengua materna o qualsevol altra llengua; [i] l'augment de la influència de la llengua letona en l'àmbit cultural de Letònia per la promoció d'una integració més ràpida de la societat».

## Antecedents històrics
El llatí i l'alemany van ser els idiomes dominants als documents i l'administració durant l'edat mitjana a la Terra Mariana o Confederació de Livònia. L'alemany va mantenir aquesta posició sota els períodes subsegüents de govern de Polònia, de l'Imperi Suec i, en un principi, sota l'Imperi Rus. L'alemany va ser la llengua d'ensenyament a la primera institució d'educació superior al territori de Letònia la Riga Polytechnicum, fundada el 1862. A Latgàlia, la llengua polonesa va guanyar una certa influència, a partir del segle xvi.
Des de la meitat del segle xix, el letó va començar a mostrar la seva influència. Al final d'aquest mateix segle, el tsar Alexandre III va instigar una política de russificació en zones no russes de l'Imperi. Com a resultat, la llengua de l'administració, la de Riga Polytechnicum i la majoria de les escoles es va canviar de l'alemany al rus, i alguns topònims alemanys de la Letònia oriental van ser russificats, per exemple, Dünaburg es va convertir Dvinsk. Després de la revolució russa de 1905, les possibilitats d'escolarització en letó van augmentar.
El primer decret per formalitzar la llengua letona en institucions oficials, va ser realitzat a Valka el 4 de gener de 1918 per l'anomenat Iskolat soviètic letó.
En la postguerra, en la República Socialista Soviètica de Letònia, la proporció de població de parla letona va disminuir a causa de les grans pèrdues a la Segona Guerra Mundial i la deportació en massa, mentre que la població de parla russa es va incrementar a causa de la presència de les forces militars i la immigració massiva de mà d'obra per implementar la política d'industrialització de la Unió Soviètica, (també, a causa de la baixa taxa de natalitat, segons els censos, la població de Letònia va créixer un 27,4% entre 1959 i 1989, mentre que el de tota l'URSS va ser un 36,8%). En conseqüència, l'ús del rus va augmentar i va començar a dominar a les àrees integrades de nivell federal -la seguretat de l'Estat, ferrocarril, etc. -. Pel que fa a l'educació superior, en algunes facultats, la llengua d'ensenyament només era en letó, altres solament en rus o en algunes tots dos idiomes.
El letó va ser declarat la llengua oficial de la República Socialista Soviètica de Letònia per un decret del republicà Soviet Suprem el 6 d'octubre de 1988. Tanmateix, els ciutadans podrien encara optar per comunicar-se amb les autoritats estatals, en rus, i tota la correspondència amb els òrgans federals de l'URSS seria en rus.

## Marc legal
La llengua oficial (valsts valoda, literalment «llengua estatal») a Letònia és el letó; aquest caràcter es troba definit explícitament des de 1988. El 1992, les esmenes a la Llei de 1989 sobre Llengües han enfortit la posició del letó. Totes les altres llengües, excepte l'extingida llengua livonià, es defineixen com llengües estrangeres a la Secció 5 de la Llei sobre la llengua nacional de 1999.
Des de 1998, l'oficialitat de la llengua letona es troba a la Constitució (article 4); i des de 2002, els diputats prometen enfortir el letó com única llengua oficial, en el moment de prendre posició dels seus escons.(article 18). Al capítol de la Constitució en matèria de drets humans, els drets d'obtenir respostes de les autoritats en letó s'especifiquen des de l'any 2002 (article 104). La Llei sobre la llengua nacional actual no va ser modificat des de la seva adopció el 1999.
El 1995, Letònia va signar i el 2005 va ratificar en el Consell d'Europa el Conveni Marc per a la Protecció de les Minories Nacionals. Quan va fer la seva ratificació, el Saeima va elaborar dues declaracions (redacció com a reserves) que limiten l'aplicació dels articles 10 i 11. L'any 2008, Letònia no va signar la Carta Europea de les Llengües Regionals o Minoritàries.
La política lingüística està implementada per diverses institucions: la Comissió Estatal de Llengües (sota el mandat del President) prepara propostes en aquest àmbit; el Centre de Llengües Estatal (dependent del Ministeri de Justícia) realitza el control, imposa multes per violacions administratives i tradueix documents d'importància internacional; l'Agència de la llengua letona (dependent del Ministeri d'Educació i Ciència) ofereix consultes i oportunitats per a l'aprenentatge de la llengua letona i anàlisi de la situació de la llengua.

## Utilització oficial de les llengües
Atès que la Llei sobre la llengua nacional va entrar en vigor l'any 2000, la presentació de documents al govern -estaments locals inclosos- i a les empreses públiques estatals només es permet en letó, llevat de casos especialment definits en la llei -serveis d'emergència, residents estrangers, etc.-, d'acord amb la Secció 10 de la Llei. De 1992 a 2000, les autoritats van haver d'acceptar documents en rus, alemany i anglès, i també es va permetre respondre a l'idioma de l'aplicació.
A partir de 2011, els candidats per al Saeima i regidors locals no han de demostrar el dimoni de la llengua, però una vegada elegits poden ser destituïts pel seu insuficient domini del letó.
Els topònims es formen en letó (a la costa de Livònia - en livonià), d'acorda amb la Secció 18 de la Llei sobre la llengua nacional. Noms i cognoms en documents oficials es realitzen en forma letona, segons l'article 19. Als mitjans de comunicació electrònics hi ha ordres d'usar només la llengua letona als primers canals de ràdio i televisió pública i bàsicament també als segons canals. (Secció 66).
El govern de Letònia en els seus documents de política es refereix a Letònia com un democràtic Estat nació, en el que la construcció de la integració de la societat es basa sobre la llengua letona, respectant la diversitat de les llengües. El bloc del partit Unitat, que comprèn la major part del govern de coalició a partir de 2011, també descriu Letònia com a Estat nacional. La idea de l'Estat nació, on «llengua= nació», és vist com el nucli i motor principal de la llengua política de l'Estat de Letònia. Els crítics estableixen paral·lelismes entre les mesures del govern de Letònia i l'assimilació de les minories lingüístiques a diferents països.

### Educació en Letònia (1995- 2007) per llengua d'ensenyament
| Nombre d'alumnes per llengua d'ensenyament (Ministeri d'Educació i Ciència de Letònia) |         |         |         |         |         |         |         |         |         |
| Curs escolar                                                                           | 95-96   | 99-00   | 00-01   | 01-02   | 02-03   | 03-04   | 04-05   | 05-06   | 06-07   |
| Letó                                                                                   | 203,607 | 239,163 | 242,475 | 242,183 | 237,425 | 230,212 | 214,855 | 205,189 | 194,230 |
| Rus                                                                                    | 132,540 | 120,925 | 116,009 | 108,454 | 101,486 | 95,841  | 84,559  | 77,471  | 70,683  |
| Altres                                                                                 | 1513    | 1344    | 1344    | 1352    | 1397    | 1305    | 1253    | 1287    | 1198    |
| Total                                                                                  | 337,660 | 361,432 | 359,818 | 351,989 | 340,308 | 327,358 | 300,667 | 283,947 | 266,111 |
| % Aprenentatge en letó                                                                 | 60.3    | 66.2    | 67.4    | 68.8    | 69.8    | 70.3    | 71.5    | 72.3    | 73.0    |

## Recomanacions internacionals
El 1999, l'Organització per a la Seguretat i la Cooperació a Europa Alt Comissionat per a les Minories Nacionals va valorar la nova llei de política lingüística de Letònia: «essencialment d'acord amb les obligacions i compromisos internacionals de Letònia». L'any 2000, es va declarar que les regulacions governamentals eren: «essencialment d'acord amb la Llei i les obligacions internacionals de Letònia», però que «les qüestions específiques hauran de ser revisades abans de la ratificació de Letònia pel Conveni Marc per a la Protecció de les Minories Nacionals». La ratificació va tindre lloc el 2005.
Les organitzacions internacionals han recomanat a Letònia: 
- renovar la política lingüística, amb l'objectiu de reflectir millor el caràcter multilingüe de la societat;[24]
- facilitar l'ús de les llengües minoritàries a la correspondència escrita entre les persones pertanyents a les minories i les autoritats nacionals;[25][26]
- ser flexible a la implantació de l'ensenyament bilingüe;[27]
- donar prioritat a les mesures constructives i no obligatòries, el foment de la població de parla russa per aprendre i utilitzar el letó.[28]

## Llengües minoritàries a Letònia (cens de l'any 2000)
A part dels parlants natius de letó i rus, el nombre de parlants a Letònia de diferents llengües maternes registrades en el cens de l'any 2000 van ser: 

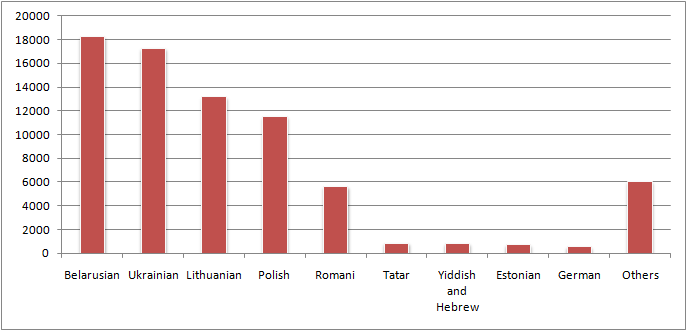
Llengües minoritàries a Letònia (cens de l'any 2000)

- Belarús: 18265
- Ucraïnés: 17301
- Lituà: 13187
- Polonès: 11529
- Romaní: 5637
- Tàtar: 867
- Ídix i hebreu: 825
- Estonià: 720
- Alemany: 541
- Altres: 6055